# 蓋瑞·丹尼爾斯
蓋瑞·丹尼爾斯（Gary Edward Daniels，1963年5月9日—）是英國的一位演員和已經退役的拳擊手。他經常出演武打動作電影。